# أدرباز (تيدسي)
أدرباز هو دُوَّار يقع بجماعة بني زولي، إقليم زاكورة، جهة درعة تافيلالت في المملكة المغربية. ينتمي الدوّار لمشيخة تيدسي التي تضم 10 دواوير. يقدر عدد سكانه بـ 192 نسمة حسب الإحصاء الرسمي للسكان والسكنى لسنة 2004.

## وصلات خارجية
- البوابة الوطنية للجماعات الترابية
- المندوبية السامية للتخطيط